# Marcin Łukaszewski
Marcin Łukaszewski, né le 20 novembre 1972 à Częstochowa en Pologne, est un auteur, pianiste, théoricien de la musique et compositeur classique.

## Biographie
Marcin Łukaszewski est diplômé en 1996 de l'Université de musique Frédéric-Chopin de Varsovie. Avec deux diplômes de troisième cycle sur la musique contemporaine et la théorie musicale de l'Académie de musique de Varsovie, il est également l'auteur de la monographie Wojciech Łukaszewski - życie i twórczość sur la vie et l'œuvre de son père, le compositeur Wojciech Łukaszewski, ouvrage publié par WSP Publishing ( Wydawnictwo Wyższej Szkoły Pedagogicznej ) à Częstochowa en 1997.

## Discographie
- Musique de piano polonaise du XXe siècle (Grażyna Bacewicz, Marian Sawa, Jan Fotek, Wojciech Łukaszewski, Kazimierz Serocki, Marian Borkowski (musicien)). (Acte Préalable: AP0016, 1999)
- Franciszek Lessel - Complete Piano Works (AP 0022-23, 1999)
- Sonates pour flûte polonaise (AP 0026, 1999)
- Piotr Perkowski - Œuvres pour piano (AP 0072, 2001-2002)